# 666 Metal
666 Metal - debiutancki album studyjny Wietnamskiej grupy muzycznej Black Infinity wydany 18 lipca 2009 nakładem SongNam.

## Lista utworów
1. "Return for Dying"
2. "Heaven Downfall"
3. "Lost Angels"
4. "The Secret"
5. "Paint Yourself All Black"
6. "Embracing Hearts"
7. "When Her Love On Fire"
8. "Deathbed Illusion"
9. "Celebrating Nightmare"
10. "G.O.D(The Government of Devils) [Electro version]"
11. "Apocalyptic (The Field of Loss)"
12. "Hidden Track"